# 卡尔-海因茨·亨里希斯
卡尔-海因茨·亨里希斯（德語：Karl-Heinz Henrichs，1942年7月1日—2008年4月3日），德国男子自行车运动员。他曾代表德国联队、西德参加1964年和1968年夏季奥林匹克运动会自行车比赛，获得一枚金牌和一枚银牌。